# Cactus (Paris)
Cactus (Paris) (abreviado Cactus (Paris)) fue una revista ilustrada con descripciones botánicas que fue editada en París. Se publicaron 22 números en los años 1946-1967, con el nombre de Cactus; Organe de l'Association Francaise de Cactus et Plantes Grasses. Paris.